# Zlatý dvacátý
Zlatý dvacátý (v anglickém originále Twentica) je první díl jedenácté řady (a celkově šedesátý druhý) britského sci-fi sitcomu Červený trpaslík. Poprvé byla odvysílána 22. září 2016 na britském televizním kanálu Dave. Epizoda je od 15. září 2016 ve Velké Británii a Irsku ke zhlédnutí i na serveru UKTV Play.

## Námět
Posádka Červeného trpaslíka se ocitne v alternativní verzi Spojených států amerických, ve kterých jsou zakázané moderní technologie, tudíž jsou hologram Rimmer a robot Kryton nelegální. Posádka se pokusí infiltrovat technologické podzemí a svrhnout autoritářský režim země.

## Děj
Ke Kosmiku se přiblíží replikantská loď a její velitel, bojový droid 4 z várky 27, nabízí výměnný obchod: předá jim hologram Rimmera výměnou za kazetu Kronosu, kterou posádka Kosmiku vzala z opuštěné lodi AS Ternatos. Kazeta údajně obsahuje duši droida 23 z várky 27, nyní ale slouží jako podpěra kulečníkového stolu na Kosmiku. Problém je, že Rimmer nyní existuje dvakrát, jednou na Kosmiku, podruhé jako zajatec replikantů, ale protože nikdo neví, kde a jak se ten druhý vzal, souhlasí s výměnou. Ukáže se, že kazeta neobsahovala žádnou duši, ve skutečnosti to je zesilovač, který replikanti připojí k časovému transportéru a rozšíří jeho účinek. Předtím jim stačil pouze k únosu Rimmera do minulosti, nyní s jeho pomocí otevřeli portál do minulosti. Kosmik se vydává za nimi, aby napravil jejich škody.
Po průletu portálem se Kosmik objeví u neznámé planety a hned následně je zasažen energetickou vlnou, která vyřadí všechnu elektroniku, tedy i Rimmera a Krytona. Kocourovi a Listerovi se podaří oba členy posádky zprovoznit a vyrazí do nejbližšího města. Evidentně se ocitli na Zemi v roce 1952 v časech prohibice, ta se ovšem netýká alkoholu, ale veškeré technologie. Podle Krytona kvůli zakřivení času uběhlo několik let mezi příletem replikantů a Kosmika, a ti mezitím zakázali veškerý technologický pokrok. Navíc vyrobili EMP zbraň, která sestřelila Kosmik. Na ulici proběhne zátah proti překupníkům technologie a jeden muž je postřelen. Před svou smrtí dá Listerovy jakési zařízení a adresu klubu, kde má kontaktovat osobu jménem Harmony DeGuttier.
Harmony jim prozradí, že ono zařízení je součástí osobního EMP vysílače, které má zničit replikanty. Bohužel nikdo neví, jak zařízení funguje v praxi, protože všichni velcí vědci se zhroutili, když nemohli dělat do vědy a teď jsou z nich bezdomovci a vandráci. Posádka Kosmika tedy na ulici sebere vandráka, který vypadá jako Einstein, vezme ho do klubu a přiměje ho, aby zařízení sestavil. V tu chvíli vyjde najevo, že to není Einstein, ale jakýsi pobuda jménem Bob. Bohužel na nápravu situace není čas, protože policie zrovna provede zátah v klubu. Policie odhalí, že se v podniku provozuje věda. Na scéně se objeví replikanti a chystají se zlikvidovat posádku Kosmika, když v tom Bob zprovozní přístroj a oba dva replikanty zneškodní. Harmony připojí zařízení k vysílači, aby mohlo vyslat pulz po celém světě a zničit tak všechny replikanty. Posádka Kosmika má 15 minut na to, aby opustila planetu.
Na Červeném trpaslíkovi dojde Lister k závěru, že by lidstvo nemělo být tolik závislé na technologiích, zatímco mu Kryton čistí zuby elektrickým kartáčkem.